# Parbhani (dystrykt)
Parbhani (dystrykt) (marathi परभणी जिल्हा, ang. Parbhani district) – dystrykt indyjskiego stanu Maharasztra, o powierzchni 6517 km².

## Położenie
Położony jest w centrum tego stanu. Graniczy z dystryktami: od zachodu Beed i Jalna, od  północy z Buldana, od wschodu z Hingoli i Nanded, a na południu z Latur.
Stolicą dystryktu jest miasto Parbhani.

## Rzeki
Rzeki przepływające przez obszar dystryktu :
- Dudhna
- Godavari
- Kapra
- Purna